# نیکلاس استث-نزی
نیکلاس استث-نزی (انگلیسی: Nicolas Esceth-N'Zi؛ زادهٔ ۲۴ ژوئن ۱۹۷۷) بازیکن فوتبال اهل فرانسه است.
از باشگاه‌هایی که در آن بازی کرده‌است می‌توان به باشگاه فوتبال لوریان، باشگاه فوتبال کان، و باشگاه ورزشی مون‌پلیه اشاره کرد.
وی همچنین در تیم ملی فوتبال ساحل عاج بازی کرده‌است.